# Kernlamina
De kernlamina of nucleaire lamina is een dicht (~ 30 tot 100 nm dik) vezelachtig netwerk dat voorkomt in de celkern van dierlijke cellen. Het is opgebouwd uit stevige intermediaire filamenten en diverse membraaneiwitten. De belangrijkste functie van de kernlamina is het handhaven van structuur, vorm en beweeglijkheid van de celkern. Ook is het betrokken bij ondersteuning van belangrijke cellulaire processen zoals DNA-replicatie en celdeling. De organisatie van chromatine en de verankering van kernporiën in het celmembraan is eveneens van de kernlamina afhankelijk. De kernlamina staat in verbinding met het binnenste kernmembraan (het kernmembraan bestaat uit twee lipide dubbellagen), en op dezelfde wijze loopt het buitenmembraan over in het endoplasmatisch reticulum.

## Structuur
De kernlamina bestaat uit twee componenten: laminen en lamine-geassocieerde membraaneiwitten. De lamines zijn intermediaire filamenten (type V) die kunnen worden gecategoriseerd als ofwel A-type (lamine A, C) of B-type (lamine B1, B2) volgens homologie van hun DNA-sequenties, biochemische eigenschappen en cellulaire lokalisatie tijdens de celcyclus. De intermediaire filamenten van de kernlamina verschillen van die in het cytoplasma doordat ze een verlengd staafdomein hebben (42 aminozuren langer), een kernlokaliseringssignaal aan hun C-terminus dragen en typische tertiaire structuren vertonen.
Bij gewervelden worden laminen gecodeerd door drie genen. Door middel van alternatieve splicing ontstaan ten minste zeven verschillende polypeptiden (splice-varianten), waarvan sommige specifiek zijn voor kiemcellen en een belangrijke rol spelen bij de reorganisatie van chromatine tijdens meiose. Niet alle organismen hebben hetzelfde aantal voor lamine coderende genen; Drosophila melanogaster heeft er bijvoorbeeld slechts twee, en Caenorhabditis elegans heeft er slechts een.
De lamine-geassocieerde membraaneiwitten regelen de interacties van de kernlamina met het binnenste kernmembraan. Belangrijkste van deze membraaneiwitten zijn de zogenaamde LAP1 en LAP2-eiwitten, de emerinen en de nesprinen.

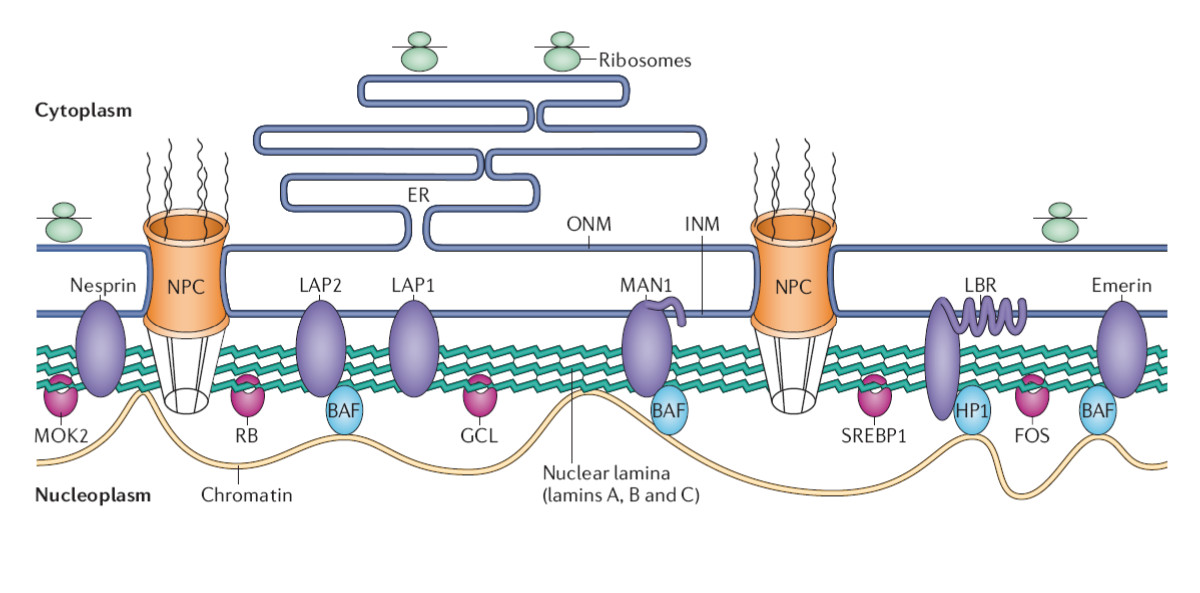
Structuur en functie van de kernlamina. De kernlamina ligt tegen het binnenste kernmembraan (INM) en dient voor structuur van de celkern, integriteit van chromatine en verankering van kernporiën (NPC's) en talrijke membraaneiwitten (paars) en transcriptiefactoren (roze). De blauwe eiwitten BAF verbinden het chromatine met de kernlamina. ONM, buitenste kernmembraan.